# 포털 폭풍
포털 폭풍(Portal Storm)은 게임 하프라이프 이후와 하프라이프 2 이전 시간대 사이에서 일어난 사건이다.

## 게임 내 상세
게임에서 직접적으로 언급되지는 않았지만 하프라이프의 대공명 현상 이후 그 범위가 점차 커지면서 대공명을 시작, 이 현상이 지구 전체로 번져나갔다. 이것을 후에 포털 폭풍이라 칭하였다.
포털 폭풍이 퍼져나가면서 전 세계 곳곳에 젠의 생명체들이 대거로 소환되기 시작했다. 지구상 도시의 거리와 집집마다 그들이 활보하기 시작하자, 많은 사람들은 수도의 중심지로 대피했다. 외계인들의 공격을 피하긴 했지만 도심을 제외한 외곽지대는 사실상 그들의 서식지가 되었다.
한편, 포털 폭풍의 영향을 감지한 콤바인이 지구의 존재를 알아차리고 대병력을 이끌어 지구를 침략하는데, 이것을 7시간 전쟁이라 칭한다.